# Luna 10
Luna 10 (in russo Луна-10?) fu il primo tentativo riuscito da parte dell'URSS di porre un satellite artificiale in orbita attorno alla Luna.

## La missione

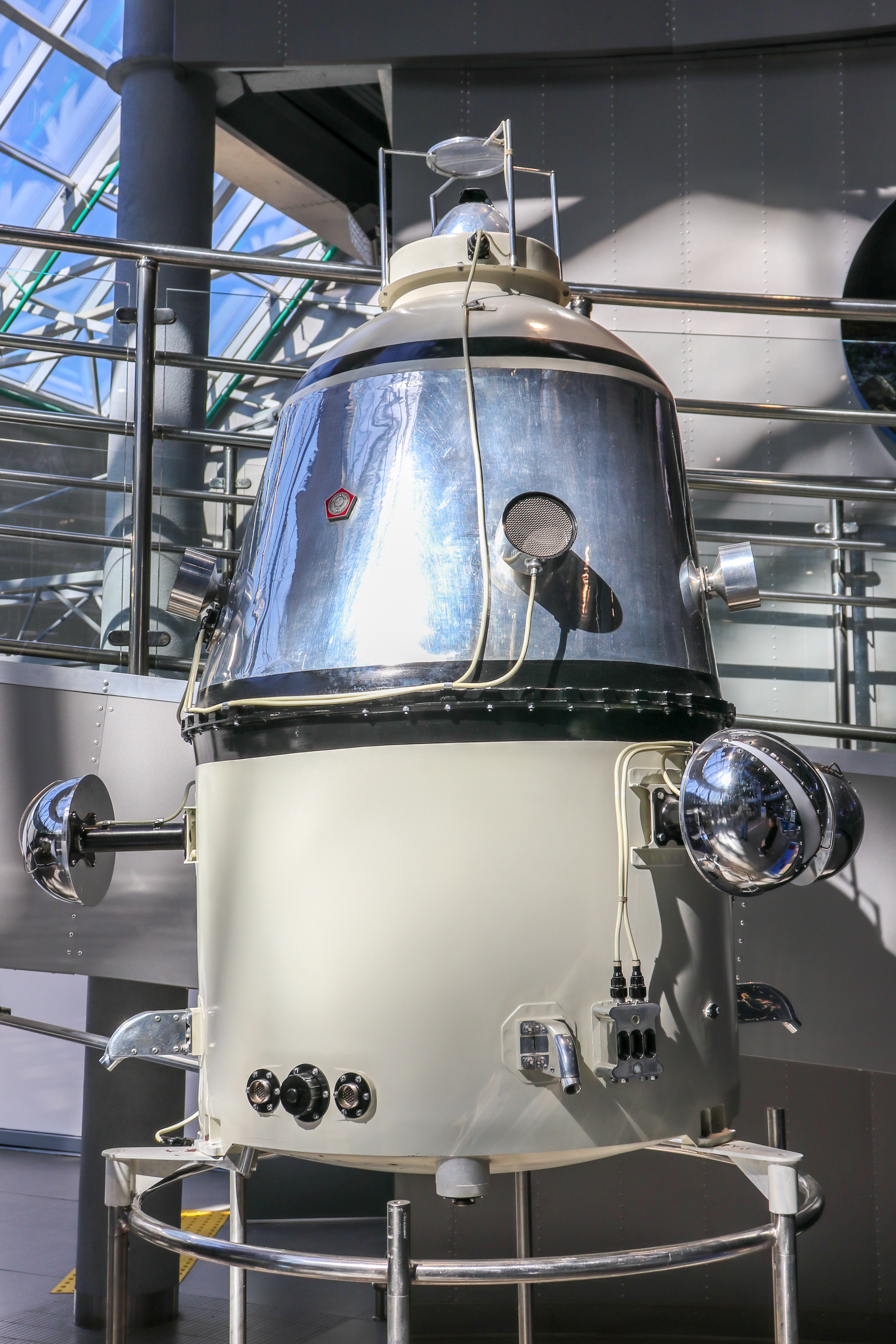
Replica della sonda spaziale Luna 10 al Museo di Storia della Cosmonautica

Luna 10 fu lanciata il 31 marzo 1966 alle 10:48:00 UTC. Dopo una correzione di rotta effettuata il 1º aprile entrò in orbita lunare il 3 aprile 1966 e completò la sua prima orbita 3 ore dopo.
La sonda era equipaggiata con uno spettrometro a raggi gamma, un magnetometro triassiale, un rilevatore di meteoriti, strumenti per lo studio del plasma solare e strumenti per misurare il livello di radiazioni della Luna e le sue emissioni nell'infrarosso.
Luna 10 effettuò molte scoperte importanti sul nostro satellite: individuò la natura delle rocce lunari, simili al nostro basalto, e per la prima volta nella storia mise in evidenza l'esistenza di zone con un'elevata concentrazione di massa, dette mascons, localizzate sotto i mari lunari che distorcono le traiettorie orbitali lunari. Comunque questa scoperta viene accreditata alle sonde americane della serie Lunar Orbiter. L'ultimo contatto con la sonda si ebbe il 30 maggio 1966.
Luna 10 era dotata di diversi oscillatori a stato solido in grado di riprodurre le note dell'Internazionale; durante il 23º Congresso del Partito Comunista, i partecipanti poterono udire tali note trasmesse da Luna 10 in orbita intorno alla Luna.